# Landschaftsschutzgebiet Schlänger Bachtal

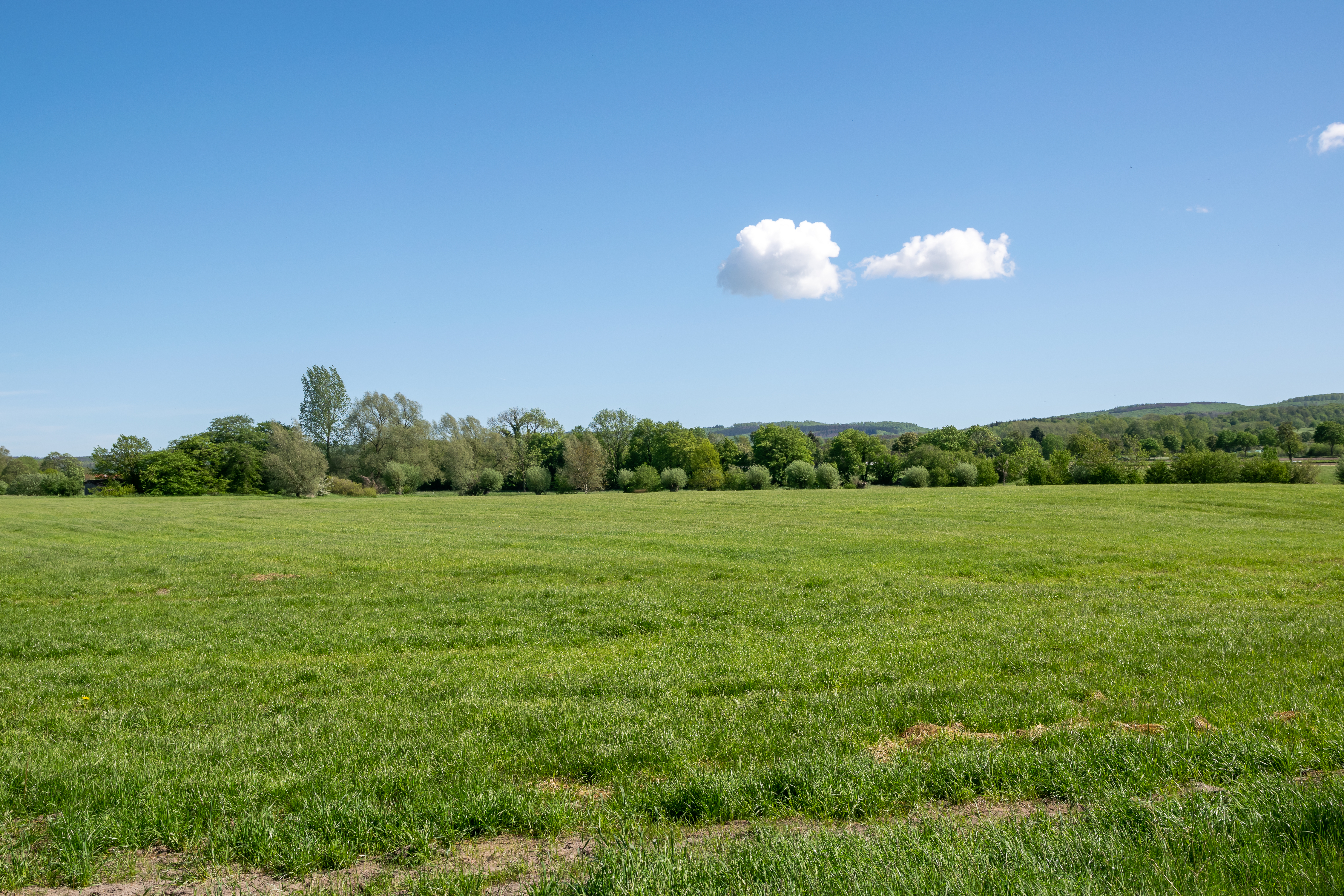
Landschaftsschutzgebiet Schlänger Bachtal

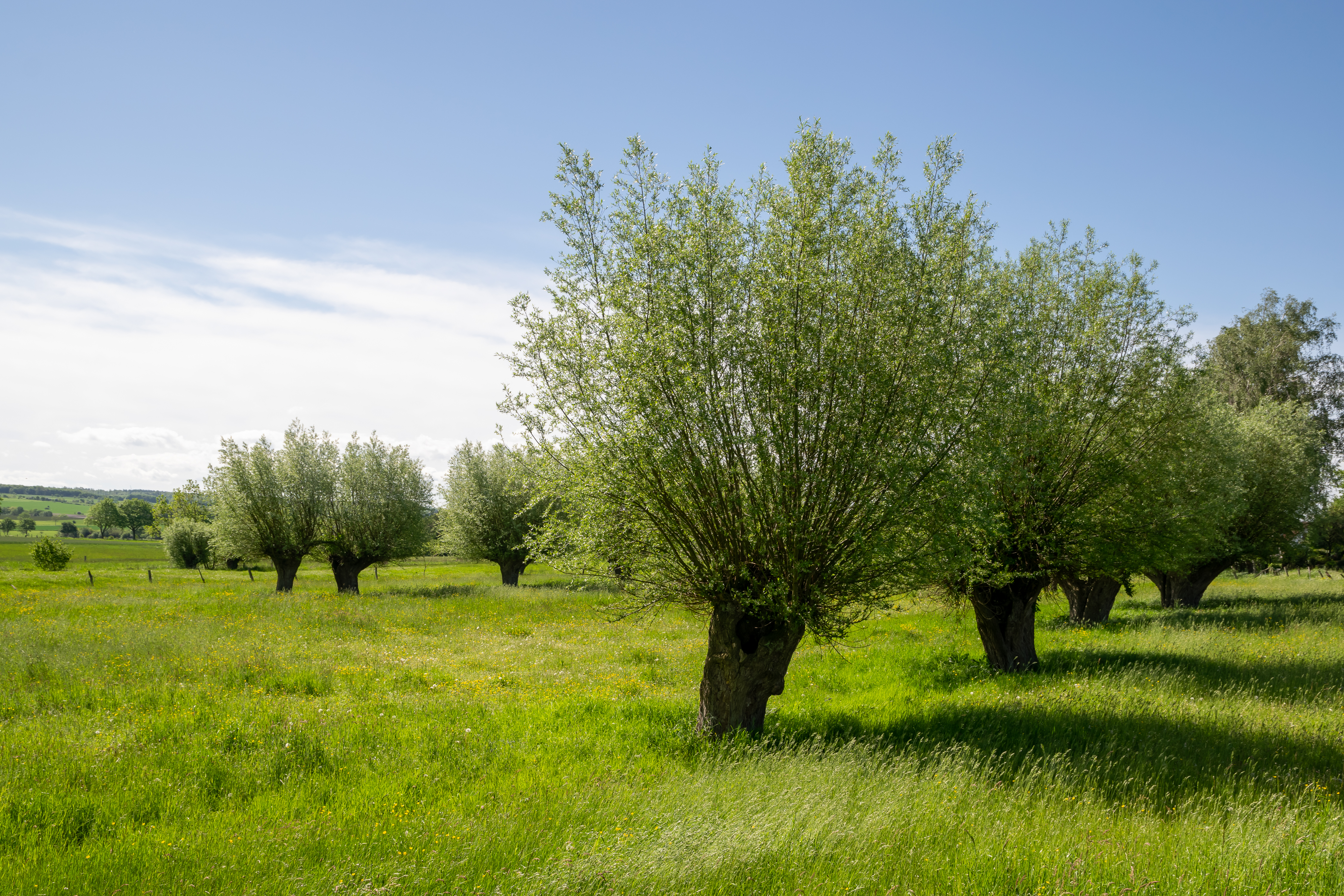
Kopfweiden im Bereich Knickwiesen

Das Landschaftsschutzgebiet Schlänger Bachtal mit etwa 21 ha Flächengröße liegt im Gemeindegebiet von Schlangen. Es wurde 2005 mit dem Landschaftsplan  Nr. 10 Horn-Bad Meinberg/Schlangen durch den Kreistag des Kreises Lippe als Landschaftsschutzgebiet (LSG) ausgewiesen.

## Beschreibung
Das Landschaftsschutzgebiet liegt südöstlich von Schlangen, wobei die Bebauung direkt angrenzt. Im Süden grenzt Bad Lippspringe und damit der Kreis Paderborn an. Das LSG umfasst ein weitgehend ebenes Bachtal mit vorherrschender Weidenutzung, wobei örtlich auch Äcker im LSG liegen. Kopfweiden und Baumgruppen gliedern die flach reliefierte Niederung. Im Grünland liegen meist feuchte bis nasse Weidegras-Weißklee-Weiden.

## Schutzzwecke für das LSG
Laut Landschaftsplan erfolgte die Ausweisung des LSG
- „zur Erhaltung der Leistungsfähigkeit des Naturhaushaltes,“
- „zur Erhaltung und Wiederherstellung eines Waldbereiches mit unterschiedlichen Feuchtestufen,“
- „zur Erhaltung eines Waldkomplexes in der Zerfallphase, wegen der Eigenart und Schönheit des alten Hudewaldes,“
- „zur Sicherung der das Landschaftsbild prägenden Alt- und Totholzbestände.“[1]

## Rechtliche Vorschriften
Im Landschaftsschutzgebiet ist unter anderem das Errichten bzw. Anlegen von Bauten und Fischteichen verboten. Grün- und Brachland darf nicht in eine andere Nutzungsart umgewandelt oder umgebrochen werden. Es ist im LSG verboten Hunde frei laufen zu lassen, ausgenommen ist die ordnungsgemäße Jagd und Hof- und Gartenbereiche. Obstbäume auf Obstwiesen und Einzelbäume dürfen nur gefällt werden, wenn dies einvernehmlich mit der Unteren Landschaftsbehörde abgestimmt wurde, und entsprechende Ersatzbäume gepflanzt werden.